# Associação Atlética Portuguesa (Rio de Janeiro)

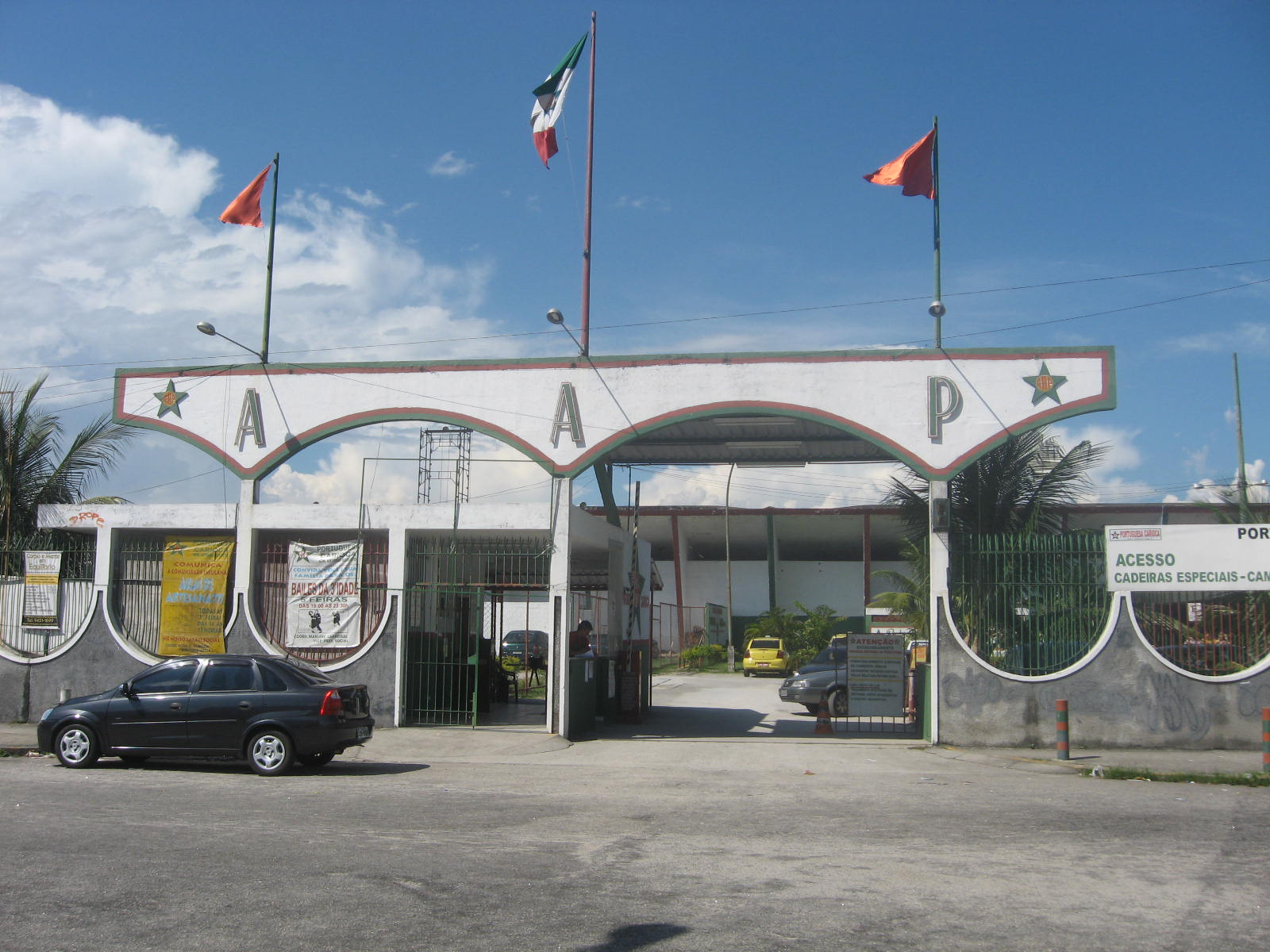
Entrada del Estadio Luso-Brasileiro.

La Associação Atlética Portuguesa es un equipo de fútbol de Brasil que juega en el Campeonato Brasileño de Serie D, la cuarta división nacional; y en el Campeonato Carioca, la primera división del estado de Río de Janeiro.

## Historia
Fue fundado el 17 de diciembre de 1924 en la ciudad de Río de Janeiro del estado del mismo nombre por un grupo de empresarios desempleados liderados por Constantino Palva y Joaquim Martins Leal que viajaron a la ciudad de Santos en el estado de Sao Paulo y enfrentaron en un partido de fútbol a un grupo de empresarios locales que terminó 1-1. El nombre del Portuguesa surgió de que varios empresarios involucrados en el partido eran de origen portugués de la ciudad de Santos y aficionados del Portuguesa Santista del estado de Sao Paulo.

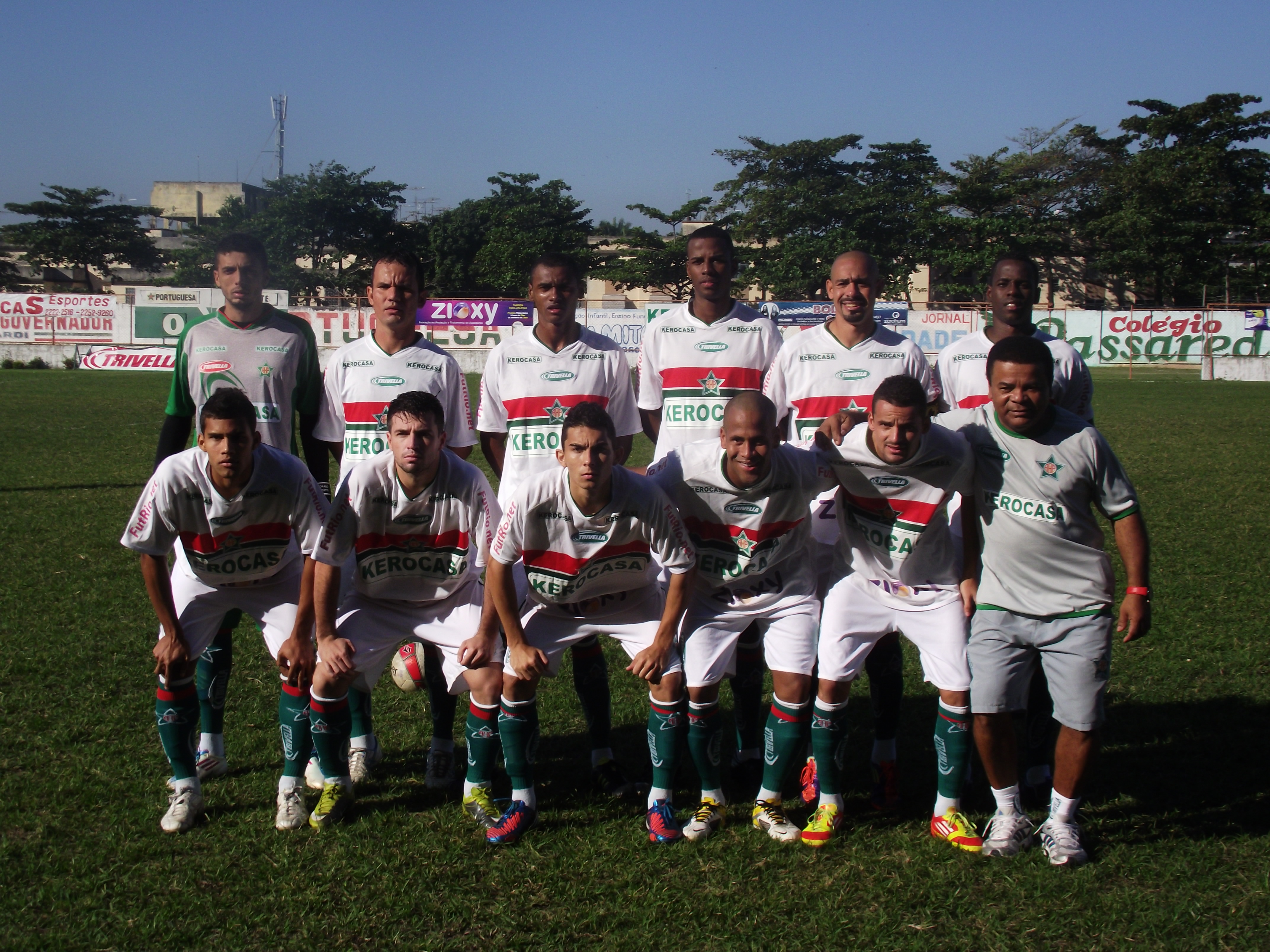
Equipo en 2012.

Luís Gomes Teixeira fue el primer presidente electo del club ratificado el 2 de febrero de 1925. En 1933 participa por primera vez en el Campeonato Carioca, de donde fue desligado en 1938 debido a su poca importancia, pero regresó en 1939 luego de la creación de la Asociación de Fútbol de Río de Janeiro.
En 2000 gana la Copa Río y en 2003 participa en el Campeonato Brasileño de Serie C donde alcanza la posición 59, en la que varios años pasaron en el Campeonato Carioca Segunda División para que consiguiera el ascenso al Campeonato Brasileño de Serie B en 2013, donde bajó hasta que en 2015 estaba en el Campeonato Brasileño de Serie D, y mientras jugaba en la cuarta división nacional ganó la Copa Santos Dumont.

## Historia Internacional

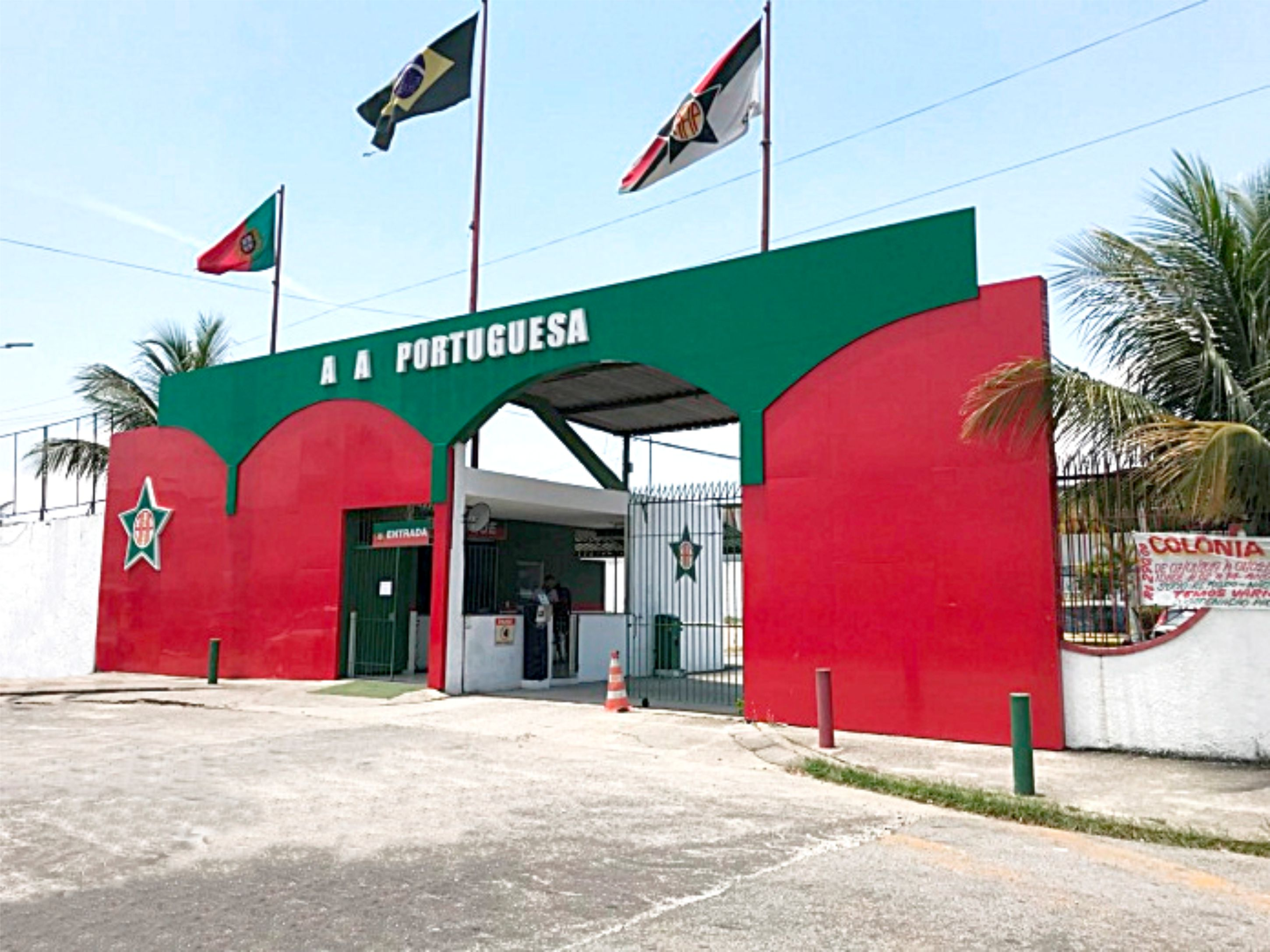
Fachada del estadio del club.

El club ha disputado más de 130 partidos internacionales ante varios rivales de renombre, uno de los más importantes en la historia del club lo jugó en 1969 en el Estadio Santiago Bernabeu ante el Real Madrid CF al que derrotó 2-1, partidos en los cuales contaban con el histórico Garrincha. 
También fue el primer equipo brasileño en jugar partidos en Marruecos, Polonia, Mónaco y la Unión Soviética, donde destacaron un empate 1-1 ante el FC Dínamo de Moscú y una victoria 4-2 ante el Wisla Cracovia en 1956, un triunfo 3-1 ante el TP Englebert en Congo Kinshasa en 1968 y una victoria ante el SL Benfica de Portugal en Río de Janeiro 3-1 en 1976.

## Palmarés

### Estatales
- Campeonato Carioca: 2

1930, 1939
- Copa Río: 3

2000, 2016, 2023
- Campeonato Carioca Segunda División: 4

1926, 1996, 2000, 2003
- Copa Santos Dumont: 1

2015
- Copa Ivan Drummond: 1

1996

### Internacionales
- Copa Internacional Brasil-Angola: 1

2000
- Copa Rubro-Verde: 2

2018, 2019
- Torneo Internacional Otavio Pinto Guimaraes: 1

1976

## Uniforme

### Uniformes de jogo
| Local 2018  | Visita 2018 | Tercero 2018 | Cuarto 2018 | Local 2017 |
| Visita 2017 |             |              |             |            |

## Entrenadores
- Gentil Cardoso (1964)[4]
- Manoel Neto (2000)[5][6]
- Alfredo Sampaio (2004)[7]
- Antônio Carlos Roy (2006)[8]
- Marcelo Buarque (junio de 2009–octubre de 2009)[9][10]
- Luizinho Rangel (2011–mayo de 2011)[11]
- Edson Souza (mayo de 2011–2012)[12]
- Manoel Neto (septiembre de 2012–2013)[5][6][13][14][15]
- Sílvio Marques (abril de 2014)[16][17]
- Ricardo Barreto (abril de 2014–mayo de 2014)[18][19]
- Luiz Antônio (noviembre de 2014–julio de 2015)[20][21]
- Didinho (agosto de 2015–diciembre de 2015)[22][23]
- Gaúcho (diciembre de 2015–febrero de 2016)[23][24]
- Didinho (interino- febrero de 2016)[25]
- Marcelo Salles (febrero de 2016–marzo de 2016)[25][26]
- Didinho (marzo de 2016–julio de 2016)[26][27][28][29][30]
- Nelson Rodrigues (septiembre de 2016–marzo de 2017)[31][32][33]
- João Carlos Ângelo (marzo de 2017–abril de 2017)[34][35]
- Rogério Corrêa (interino- abril de 2017)[36]
- Edson Souza (abril de 2017–julio de 2017)[36][37][38]
- João Carlos Ângelo (enero de 2018–abril de 2018)[39][40]
- Rogério Corrêa (abril de 2018–agosto de 2018)[40][41]
- João Carlos Ângelo (septiembre de 2018–enero de 2019)[42][43][44]
- Rogério Corrêa (enero de 2019–febrero de 2019)[45][46]
- Ailton Ferraz (febrero de 2019–marzo de 2019)[47][48]
- Edson Souza (marzo de 2019–junio de 2019)[49][50]
- Rogério Corrêa (julio de 2019–octubre de 2020)[51][52][53][54]
- Felipe Surian (octubre de 2020–mayo de 2021)[55][56]
- Toninho Andrade (febrero de 2022–mayo de 2022)[57][58]
- Felipe Surian (mayo de 2022–abril de 2023)[59][60]
- Caio Couto (abril de 2023–noviembre de 2023)[61][62]
- João Carlos Ângelo (noviembre de 2023–febrero de 2024)[63][64]
- Caio Couto (marzo de 2024–presente)[3]